# فردریک مندی (بازیکن فوتبال، زاده ۱۹۸۸)
فردریک مندی (انگلیسی: Frédéric Mendy؛ زادهٔ ۱۸ سپتامبر ۱۹۸۸) بازیکن فوتبال اهل فرانسه است.
از باشگاه‌هایی که در آن بازی کرده‌است می‌توان به باشگاه ورزشی اشتوریل پرایا، باشگاه فوتبال موریرنز، باشگاه فوتبال هوم یونایتد، و باشگاه فوتبال اونیائو اشاره کرد.
وی همچنین در تیم ملی فوتبال گینه بیسائو بازی کرده‌است.